# توطئه بیلفلد

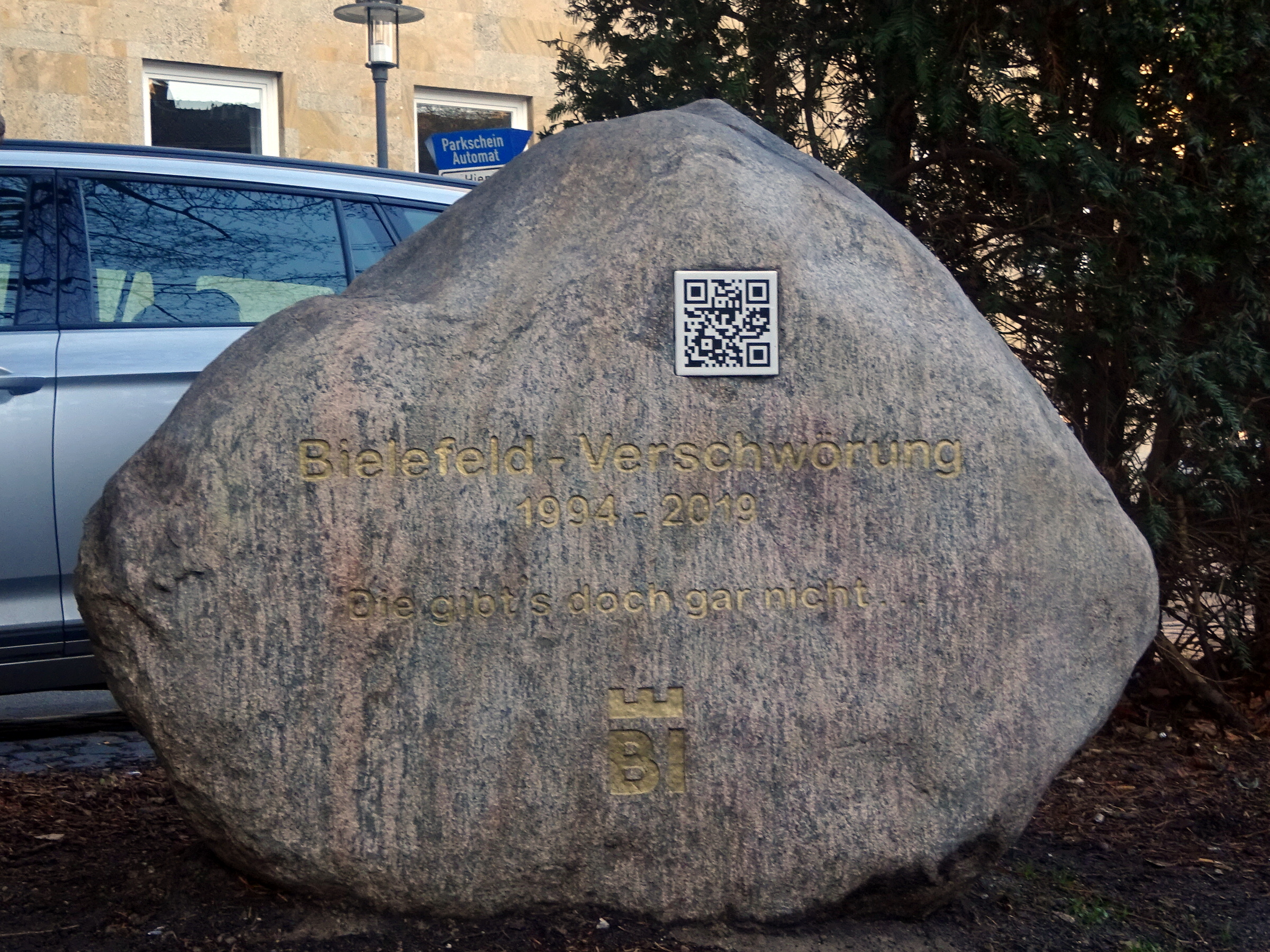
حجر تذكاري لنهاية مؤامرة بيليفيلد.

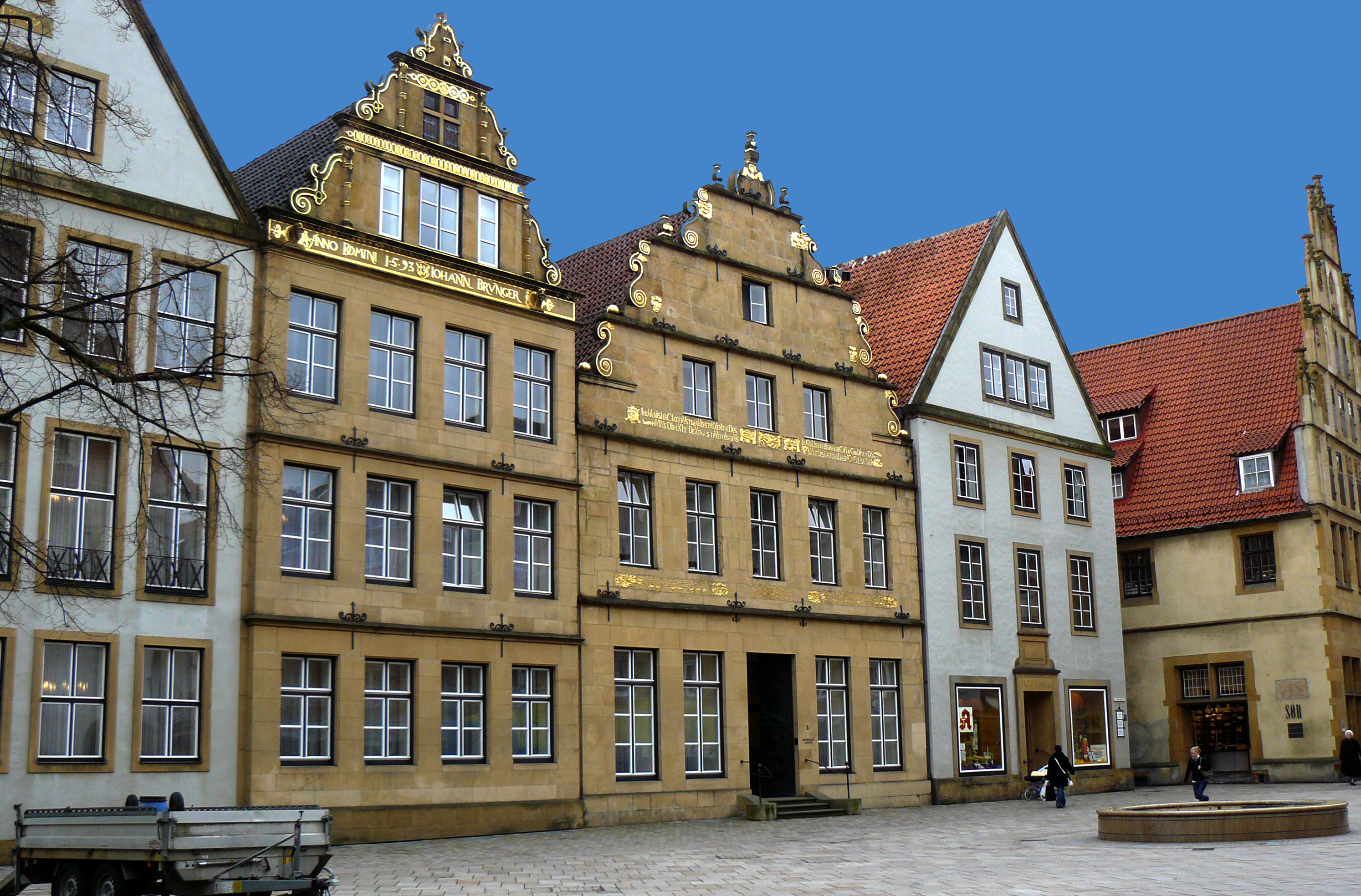
بازار بیلفید. این عکس دلیلی برای اثبات وجود بیله‌فلد به عنوان بخشی از این توطئه است.

توطئه بیله‌فلد (به آلمانی: Bielefeldverschwörung یا بیلفلد-Verschwörung)
یک تئوری توطئه طنز است که از شبکه یوزنت در آلمان شروع شد. طبق این نظریه شهر بیله‌فلد در واقع وجود ندارد و توهمی است که توسط نیروهای مختلف تبلیغ شده‌است.

## خلاصه داستان
این تئوری مبنی بر این است که شهر بیله‌فلد با جمعیت (۳۲۳۰۷۶ در سال ۲۰۱۱) در ایالت نوردراین-وستفالن در واقع وجود ندارد، بلکه صرفاً توسط نیرویی که به نام آنها (SIE به آلمانی) شناخته می‌شود تبلیغ شده و به وجود آمده است.
این تئوری ۳ سؤال مطرح می‌کند:
1. ) آیا شما کسی را از بیله‌فلد می‌شناسید؟
2. ) آیا تا حالا به بیله‌فلد رفتید؟
3. ) آیا کسی که را می‌شناسید که هرگز در بیله‌فلد بوده باشد؟

پاسخ بسیاری از افراد معمولاً به همه پاسخ‌ها منفی است و اگر کسی پاسخ مثبت بدهد یکی از آن‌ها محسوب می‌شود. شهرداری شهر بیله‌فلد معمولاً تماس‌های زیادی مورد واقعی بودن این خبر دریافت می‌کند. ۵ سال بعد از شروع این تئوری شهرداری این شهر رسماً بیانه‌ای در روز با عنوان اینکه این شهر وجود دارد به این شایعه پاسخ داد اما چون این پاسخ در روز اول آوریل منتشر شده بود موجب سردرگمی بیشتر در میان افراد شد.